# Marca España

Флаг Испании

Марка Испания - это государственный проект, рассчитанный на улучшение имиджа Испании за рубежом в экономической, социальной, культурной и научно-технологической сферах. Она была инициирована правительством Испании в 2012 г., однако предполагается, что её эффективность можно будет оценить только в долгосрочной перспективе. Название «Marca España» (рус. "Марка Испания") отражает глобальную стратегическую цель проекта. В испанском языке слово «Marca» эквивалентно таким понятиям как бренд и торговая марка. То есть суть стратегии: повышение стоимости марки, бренда «Испания», с целью дальнейшего получения прибыли.
Концепция программы исходит из трёх основных принципов:
- образ каждой страны находится в постоянном изменении;
- можно повлиять на формирование этого образа; и
- задача государственной власти состоит в том, чтобы проводить политику, которая будет благотворно отражаться на имидже данной страны[2].

## Высокий представитель
Королевским декретом 998/2012 была учреждена должность Высокого представителя, ответственного за реализацию проекта "Марка Испания". Перед Высоким представителем стоят следующие задачи:
1. Принятие мер по улучшению образа Испании в мире;
2. Разработка механизма периодической оценки образа страны на основе объективных показателей;
3. Планирование, продвижение и согласование экономической, культурной, социальной и научно-технологической деятельности государственных и частных учреждений, участвующих в проведении политики "Марка Испания"[3].

Высокий представитель подчиняется непосредственно премьер-министру Испании через Совет по внешней политики. Для обеспечения его работы было создано специальное Бюро, в которое вошли видные испанские дипломаты и экономисты.
Первым Высоким представителем проекта "Марка Испания" стал известный испанский предприниматель Карлос Эспиноса де лос Монтерос. Он был президентом компаний Iberia и Aviaco, председателем Ассоциации предпринимателей и  вице-президентом Национального института промышленности.

## Инструменты

### Форум Ведущих Испанских Брендов
Структура Форума Ведущих Испанских Брендов представляет собой Центральное государственное управление и 100 компаний участников проекта, которые в сумме представляют 40% ВВП Испании. Благодаря ФВИБ подписываются взаимовыгодные соглашения о сотрудничестве между государственными органами и частными компаниями. «Марка Испания» - пример такого соглашения.  Подразумевается, что частные фонды, путём спонсорства будут использоваться в интересах программы «Марка Испания».
Как отмечает Хоан Клос Матье, министр промышленности, туризма и торговли Испании во вступительной статье к сборнику-презентации 100 лучших испанских компаний:«Сегодня «марка» (бренд) может увеличить узнаваемость не только продуктов или услуг, но и целых стран. Поэтому понятие  «Made in …» является ключевым для фирм, представляющих свою страну на международном рынке. В этом смысле одна из главных целей проекта «МИ» состоит в том, чтобы фраза «Made in Spain» ассоциировалась с высоким уровнем качества товаров страны-производителя, которая на сегодняшний момент уже является восьмой по развитости экономикой мира»

### Королевский Институт Elcano
Проект «Марка Испания» также основывается на использовании длительных научных исследований. В этом контексте развивается его сотрудничество с Королевским Институтом Elcano, в котором была создана «Лаборатория Marca España» для исследования показателей, позволяющих наиболее точно определить изменения в восприятии имиджа Испании за рубежом. 

### Коммуникационная кампания
Реализации проекта «Марка Испания»  сопутствует агрессивная многоканальная PR-кампании, цель которой повышение узнаваемости испанских брендов и бренда страны в целом.
Для осуществления эффективной коммуникационной кампании и всестороннего освещения работы проекта «Марка Испания» были подписаны контракты с крупнейшим испанским информационным агентством EFE (14 декабря 2012 г.),а также с государственной телевещательной корпорацией RTVE (27 декабря 2012 г.), которая осуществляет трансляцию мероприятий, связанных с проектом «Марка Испания» на международном телевидении и радио. В тексте контракта с RTVE отмечалось, что программы, уделяющие вниманию стратегии «Марка Испания» будут выходить на каналах La1, Radio Exterior и RNE, причём на канале La1 преимущественно в прайм-тайм. 

## Критика
В последнее время эффективность Правительства в проведении политики "Марка Испания" подвергается все большим нападкам. 12 апреля 2013 года в газете El Pais была опубликована статья колумниста Хуана Хосе Мильяса "Компания и страна", в которой он жёстко раскритиковал коммуникационную кампанию "Марки Испании". Он недоумевает: "Оказывается, можно сделать так, чтобы целая страна вызывала какую-то одну, определённую ассоциацию, равно как большинство продуктов потребления! Так стоило бы продать эту страну,с помощью инструментов агрессивной коммуникационной кампании, как это делают с автомобилями, стиральными машинами и модными тенденциями".
3 марта 2014 года президент организации AISGE, защищающей права артистов за рубежом, Пилар Бардем заявила, что Правительство в вопросах продвижения имиджа Испании за рубежом, скорее предпочитает роль обиженного врага, чем роль конструктивного партнёра, и своими действиями в конечном счёте, превратило словосочетание "Марка Испания" в нечто смешное и нелепое.
Управлять общественным мнением непросто, особенно, когда страна переживает тяжёлый экономический кризис или является единственным государством в Европе, где зафиксирован случай заражения эболой. В связи с последним событием, журналистка Изабель Сан Себастьян отмечает: "Достаточно просто бросить взгляд на самую влиятельную международную прессу или включить CNN, чтобы констатировать мгновенное падение стоимости "Марки" на рынке общественного мнения".